# 豊田自動織機
株式会社豊田自動織機（とよたじどうしょっき、英: Toyota Industries Corporation）は、愛知県刈谷市豊田町2-1に本社を置く、日本の機械および自動車部品製造会社。愛知県内では「織機」の通称で呼ばれることも多い。トヨタグループ内では英語名の頭文字からTICOと呼ばれる。
豊田佐吉によって1926年に株式会社豊田自動織機製作所として設立。トヨタグループの本家・源流にあたり、現在のトヨタ自動車は1937年に豊田自動織機製作所自動車部をトヨタ自動車工業として、現在の愛知製鋼は1940年に豊田自動織機製作所製鋼部を豊田製鋼としてそれぞれ分社化したものである。
現在は、原点であり社名にも掲げる繊維機械（自動織機など）の製造のみならず、トヨタ自動車の一部車種の完成車生産および産業用を含むディーゼル・LPGなどの各種エンジンやカーエアコン用コンプレッサー、コンバータ、EV用充電スタンド、車載電池等の自動車関連製品の開発生産、「トヨタL&F」ブランドでのフォークリフトや自動倉庫、無人搬送車の開発から販売まで、多岐にわたる事業を展開している。フォークリフトとカーエアコン用コンプレッサー、力織機#エアジェット織機のシェアは世界トップ。かつて農耕トラクターを製造していた。

## 沿革

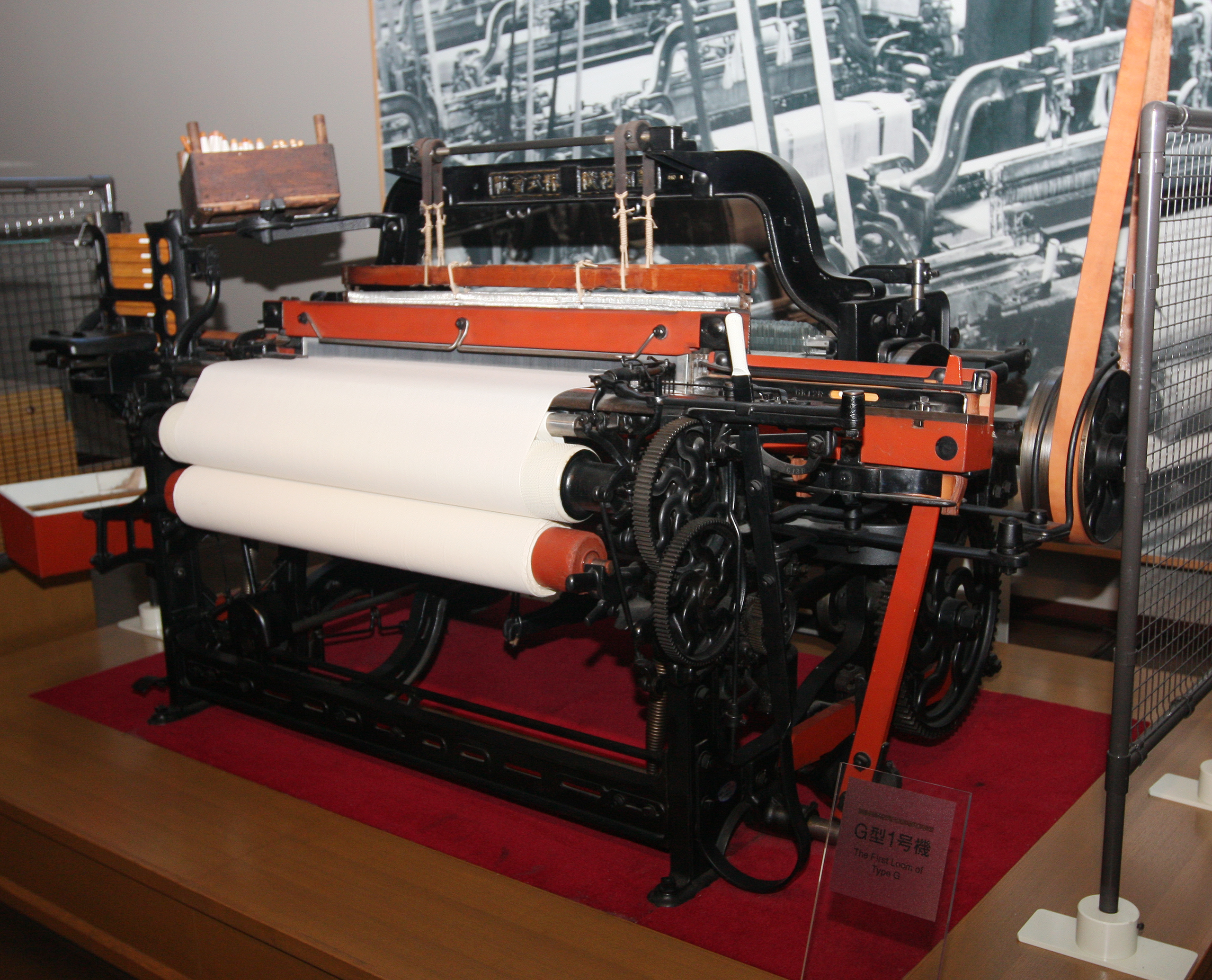
無停止杼換式豊田自動織機G型。トヨタ産業技術記念館の展示。

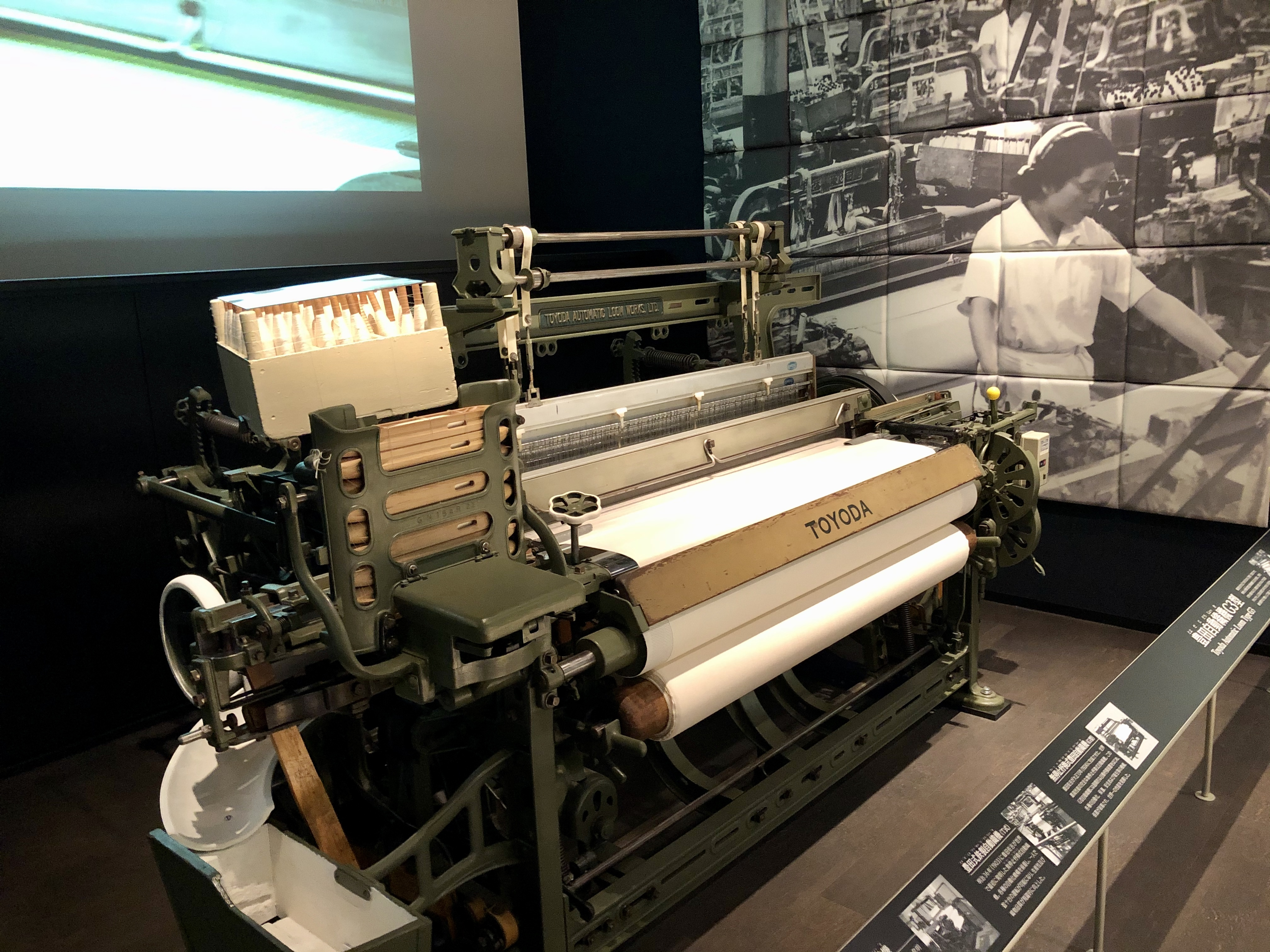
豊田自動織機G3型。G型をベースに構造を強化し厚地が織れるようにしたもの。刈谷市歴史博物館の展示。

- 1926年11月18日 - 豊田佐吉発明のG型自動織機を製造するため、愛知県碧海郡刈谷町（現・刈谷市）に、株式会社豊田（とよだ）自動織機製作所を設立。初代社長は豊田利三郎。
- 1927年 - 刈谷工場完成。
- 1929年 - 精紡機の生産開始。イギリスのプラット・ブラザーズ社と自動織機の特許権譲渡契約を締結。
- 1931年 - ハイドラフト精紡機完成。
- 1933年 - 自動車製造のため、自動車部を設置。初代部長は中京デトロイト構想創案者で大同メタル工業創立者の川越庸一。
- 1934年
  - 製鋼工場、試作工場完成。
  - 乗用車用A型エンジン完成。
- 1935年
  - 大衆乗用車A1型の試作車が完成。
  - 「豊田綱領」を制定。
  - 東京・芝浦で、トヨダ・G1型トラック発表会を開催。
- 1936年
  - 大衆乗用車完成記念展覧会開催。
  - 9月14日 - 自動車製造事業法に基づき自動車製造許可会社に指定[2]。
- 1937年 - 四線式スーパーハイドラフト精紡機完成。
  - 8月28日 - 自動車部を分離し、トヨタ自動車工業（現・トヨタ自動車）を設立。
- 1940年3月8日 - 製鋼部を分離し、豊田製鋼（現・愛知製鋼）を設立。
- 1943年 - 豊田病院開設（現・刈谷豊田総合病院の前身にあたる）。
- 1944年 - 軍需会社に指定。大府工場の操業を開始。
- 1945年 - 民需転換許可。本田宗一郎が経営する「東海精機」の全株式を取得。
- 1946年 - 見返り輸出用織機出荷（太平洋戦争後､わが国初となる機械輸出）。
- 1948年 - 大府工場が自動車部品用鋳鋼品の生産工場に指定される。
- 1949年 - 東京、名古屋および大阪の各証券取引所に株式上場。
- 1951年 - 紡機、月産10万錘を達成。
- 1952年 - 自動車用プレス型の生産開始。
- 1953年
  - S型ガソリンエンジンの生産を開始。
  - 共和工場の操業を開始（自動車用エンジン、自動車組立）。
- 1955年 - 車両部を新設。
- 1956年 - フォークリフト初号機1トン車LA型を発売。
- 1957年
  - D型ディーゼルエンジン部品の生産を開始。
  - 0.85トン積LAT型トーイングトラクターを発売。
- 1958年 - APA特需車両の生産を開始。
- 1959年
  - 3気筒クランク式固定容量コンプレッサーの生産を開始。
  - P型ガソリンエンジンの生産を開始。
- 1960年
  - ショベルローダの生産を開始。
  - 共和工場内にフォークリフト専門工場が完成。
  - 当社を含むトヨタ系10社の出資により、豊田中央研究所を設立。
- 1963年 - 
  - 摩擦圧接機の販売を開始。
  - ダンプトラックの生産を開始。
- 1964年
  - J型ディーゼルエンジンの生産を開始。
  - 6気筒斜板式コンプレッサー（6P）の生産を開始。
  - 通商産業省（当時）より第1回輸出貢献企業の認定を受ける。
  - TAS式連続自動紡績法を発表。
- 1966年 - 「豊田佐吉生誕100年記念展」を名古屋市科学館で開催。
- 1967年
  - 長草工場の操業を開始。
  - カウンター式バッテリーフォークリフト生産開始。産業車両月産1,000台を達成。。
  - H型ディーゼルエンジンの生産開始。
- 1968年 - オープンエンド精紡機1号機が完成。
- 1969年 - C型自動織機1号機が完成。
- 1970年
  - FBR10/15型（立席型）リーチ式バッテリーフォークリフトを発売。
  - 高浜工場の操業開始。（産業車両）
- 1971年
  - 事業部制を確立（本社機構、繊維機械、産業車両、車両および大府工場）。
  - スイス・スルザー社とのグリッパー織機製造の合弁会社、豊田スルザーを設立。
  - 産業車両生産累計10万台を達成。
- 1972年 - ヘッドガード一体構造のフォークリフトを生産開始。
- 1973年 - 産業車両月産3,000台を達成。
- 1974年 - カークーラー用コンプレッサー生産累計100万台を達成。
- 1975年 - コンプレッサ部を新設。
- 1976年 - 長草工場、月産10,000台達成。
- 1977年
  - 繊維機械事業部からコンプレッサ事業部を分離。
  - クライスラー社およびフォード社に斜板式コンプレッサーを技術供与。
  - スキッドステアローダー「ジョブサン」を発売。
- 1978年
  - 国産メーカー初の三輪タイプバッテリーフォークリフトFBE型「ナローエース」を発売。
- 1980年 - JA型エアジェット織機の生産開始。
- 1981年 - 世界初の10気筒斜板式固定容量コンプレッサー（10P）の生産開始。
- 1982年
  - 碧南工場の操業を開始（自動車用ディーゼルエンジン）。
  - 小型乗用車用C型ディーゼルエンジンの生産を開始。
  - TQCを導入。
- 1984年 - 車両事業部を自動車事業部に改称。
- 1985年
  - 自動車事業部からエンジン事業部を分離。
  - フォークリフト生産累計50万台を達成。
  - 10PA17コンプレッサーの生産開始。
- 1986年
  - 大府工場を鋳造事業部に改称。
  - 無人搬送車の発売を開始。
  - 1Z型産業車両用直噴ディーゼルエンジンの生産を開始。
  - 1986年度デミング賞実施賞を受賞。
- 1987年
  - 商号（読み方を「とよだ」から「とよた」へ変更）および社章を変更。
  - TPM導入を宣言。
  - 電子事業室を設置。
- 1988年
  - C型ディーゼルエンジン生産累計100万台を達成。
  - 無人フォークリフト「AFBR」シリーズを発売。
  - RX100型リング精紡機の生産を開始。
  - 米国での産業車両製造のため、トヨタ自動車との合弁会社、トヨタ インダストリアル イクイップメント マニュファクチャリング社を設立。
- 1989年
  - 米国でのカーエアコン用コンプレッサー製造のため、日本電装（現・デンソー）との合弁会社、ミシガン オートモーティブ コンプレッサー社を設立。
  - 静電誘導トランジスタ「SIT」をバッテリーフォークリフト「B300」のコントローラに搭載。
  - HZ型ディーゼルエンジンの生産を開始。
- 1990年
  - FZ型ガソリンエンジンの生産を開始。
  - 繊維機械用主制御装置の生産を開始。
  - 1990年度PM優秀事業場賞を受賞。
- 1991年
  - ブロアモータコントローラ用SITおよびICによる自動車向け半導体の生産を開始。
  - エンジン生産累計500万台を達成。
  - 企業行動規範委員会を発足。
- 1992年
  - 環境委員会を新設。
  - JAT600型エアジェット織機の生産開始。
  - パレット式自動倉庫「ラックソーターP」および「ラックソーターB」を発売。
- 1993年
  - 環境取り組みプランを発表。
  - 産車・機器事業部から物流システム事業部を分離・独立。
  - FL100型粗紡機、EV用充電器およびRX200型リング精紡機の生産を開始。
- 1994年
  - 1 - 3トン積エンジン式フォークリフト「X500」を発売。
  - 中国・江蘇省での鋳物素形材製造を目的として、豊田通商との合弁会社、豊田工業昆山有限公司を設立。
  - リーチタイプバッテリー式フォークリフト「R500」を発売。
- 1995年
  - 世界初の片側斜板式連続可変容量コンプレッサー（7SB）の生産開始。
  - DC-DCコンバーター用ICおよび開始。車載用ACインバータ（100W）の生産開始。
  - フォークリフト生産累計100万台達成。1 - 3トン積カウンタータイプバッテリーフォークリフト「B500」を発売。
  - フランスでの産業車両製造のため、トヨタ自動車およびマニトウB.F.との合弁会社、トヨタ インダストリアル イクイップメント社を設立。
  - インドでの精紡機製造のため、キルロスカグループ（インド）との合弁会社、キルロスカ トヨダ テキスタイル マシナリー社を設立。
- 1996年 - JAT610型エアジェット織機の生産を開始。RX240型リング精紡機の生産を開始。
- 1997年
  - コンプレッサー生産累計1億台達成。10気筒斜板式コンプレッサー（10Sシリーズ）の生産を開始。世界初のクラッチレス外部可変容量コンプレッサー（6SE）の生産を開始。
  - 液晶ディスプレイ製造のため、ソニーとの合弁会社、エスティ・エルシーディを設立。
- 1998年
  - 1 - 5トン積エンジン式フォークリフト「GENEO」を発売。
  - ドイツでのカーエアコン用コンプレッサー製造のため、デンソーとの合弁会社、テーデー ドイチェ クリマコンプレッサー社を設立。
  - ICチップ用のプラスチックパッケージ基板製造のため、イビデンとの合弁会社、ティーアイビーシーを設立。
- 1999年
  - アルミ事業部を設置。
  - プリウス用ダイオードの生産を開始。
  - 固定ラック「パートナーラック」を発売。
  - 日産テクシス株式会社よりウォータジェット織機事業の営業譲渡を受ける。
  - 1 - 3.5トン積カウンタータイプバッテリーフォークリフト「GENEO‐B」を発売。
  - SS無線モデム「GIGA WAVEシリーズ」の生産開始。
- 2000年
  - プリウス用DC-DCコンバータの生産を開始。
  - スウェーデンのウェアハウス用機器メーカー、BT インダストリーズ社を子会社化。
  - 「パートナーラック移動タイプ」を発売。
  - 東知多工場の操業を開始（繊維機械鋳物の一部）。
- 2001年
  - 商号を株式会社豊田（）自動織機に変更（英文社名をToyoda Automatic Loom Works, Ltd.から現在の表記に変更）。
  - 1 - 3トン積リーチタイプバッテリーフォークリフト「GENEO‐R」を発売。
  - トヨタ自動車株式会社よりL&F事業部門の営業譲渡を受ける。千葉県にトヨタL&Fカスタマーズセンターをオープン。
  - 車載用ACインバータ（1.5 kW）の生産を開始。
  - アメリカでのリビルドコンプレッサー製造のため、アクティス マニュファクチャリング LLCを設立。
- 2002年
  - 物流企画・物流センター運営のため、アドバンスト・ロジスティックス・ソリューションを設立。
  - 東浦工場の操業を開始（コンプレッサー部品）。
- 2007年 - 文書保管最大手のワンビシアーカイブズを子会社化。
- 2008年
  - 愛知県刈谷市にボランティア支援センター「はあとふる」をオープン。
  - 女子陸上競技部が全日本実業団対抗女子駅伝競走大会で初優勝。[3]
- 2012年 - スイスの紡績糸品質測定機器メーカーウースター・テクノロジー社を子会社化[4]。
- 2013年3月 - 米国の大手フォークリフト部品メーカーカスケード社を連結子会社化[5]。
- 2015年8月 - 台湾のフォークリフトメーカー、タイリフトがフォークリフト事業を分割し設立したLT Material Handling Holding Pte. Ltd.の株式55%を取得し子会社化[6]。
- 2015年12月 - 完全子会社であるアサヒセキュリティをセコムに、ワンビシアーカイブズを日通に、それぞれ保有株式の全てを売却[7]。
- 2016年10月 - 国立研究開発法人産業技術総合研究所と共に豊田自動織機-産総研 アドバンスト･ロジスティクス連携研究室を設立[8]。
- 2017年
  - 4月 - 米国の物流システムインテグレーターバスティアン ソリューションズ社の全株式を取得し子会社化[9][10]。
  - 5月 - オランダの物流ソリューション企業ファンダランデ インダストリーズ社を子会社化[10]。
- 2020年9月 - 物流大手日本GLPと三井物産が出資する、物流ロボットサービス（RaaS）導入支援を行う「プラスオートメーション」に資本参画[11]。
- 2021年3月 - ユー・エム・シー・エレクトロニクスを持分法適用関連会社化[12]。
- 2024年1月30日 - 国土交通省が道路運送車両法に基づき碧南工場を立ち入り検査。認証検査の不正発覚（後述）に対応する措置[13]。
- 2025年 - オランダ子会社のファンダランデ社を通じて、シーメンス・ロジスティクスおよびその関連会社を買収（予定）[14]。

## 製品
部門別売上高構成比（2017年度、連結ベース）は以下の通り
- 自動車事業: 29.7%
  - 車両: 3.6%
  - エンジン: 4.9%
  - カーエアコン用コンプレッサー: 17.5%
  - 電子機器・鋳造品他: 3.6%
- 産業車両事業: 64.0%
- 繊維機械事業: 3.3%
- その他: 3.0%

現在の生産車種
- RAV4（国内向け・海外市場向け） -  トヨタ自動車高岡工場でも生産。
- スズキ・アクロス（欧州向け専用車。「RAV4（PHEV）」のOEM車種）

過去の生産車種
- パブリカピックアップ
- カローラバン・カローラワゴン
- スターレット
- ヴィッツ
- マークXジオ
- スプリンターシエロ
- スプリンターカリブ

その他
- ウォーキー
- GENEO（ジェネオ）
- プチランナーG
- りとるランナー
- ユニエレカ くるる（スクーターに似た牽引車）
- タグノバ
- タグカート
- ラックソーターP/B（自動倉庫）
- モービルソーターP/B（高速有軌道台車）
- パートナーラック（移動ラック）

## 企業間関係

### トヨタグループ内での立ち位置
現在もトヨタ自動車の株式の8.28%を保有する筆頭株主（信託銀行分を除く）で、トヨタグループ各社の株も多数保有している。しかし、時価総額が保有資産総額を下回っていることから、敵対的買収によりトヨタグループの支配権を握られることが危惧され、2005年（平成17年）にトヨタグループ各社による自動織機の持株比率合計を過半数以上に引き上げるという防衛策が取られた。その為、トヨタ自動車が支配株主となっている。また、トヨタグループの発展に大きな役割を果たしてきた誇りから、2001年（平成13年）の商号変更時に「自動織機」を外すことはなかった。
2024年（令和6年）1月29日、豊田自動織機のエンジン認証試験の不正発覚（後述）を受けて設立された特別調査委員会は調査報告書を発表。報告書では、エンジン事業部が製造するエンジンの9割がトヨタからの委託であることにより、受託体質ともいうべき気質が形成され、｢トヨタ自動車から指示されたことは実行することができるが、自ら問題や課題を発見し、それを解決する方策を導き出す力が弱い｣とする会社の体質に言及している。

### ホンダとの関係
本田宗一郎は1945年に自身が所有していたピストンリング製造会社「東海精機重工業」の全株式を豊田自動織機へ売却。1946年に売却資金を元手に本田技術研究所を設立、1948年には本田技研工業と改称し本格的にエンジン製造へ参入する。

## 国内拠点
- 刈谷工場 - 愛知県刈谷市豊田町
- 長草工場 - 愛知県大府市長草町
- 共和工場 - 愛知県大府市共和町
- 大府工場 - 愛知県大府市江端町
- 高浜工場 - 愛知県高浜市豊田町
- 碧南工場 - 愛知県碧南市浜町
- 東知多工場 - 愛知県半田市日東町
- 東浦工場 - 愛知県知多郡東浦町大字緒川
- 安城工場 - 愛知県安城市根崎町
- 石浜工場 - 愛知県知多郡東浦町大字願並

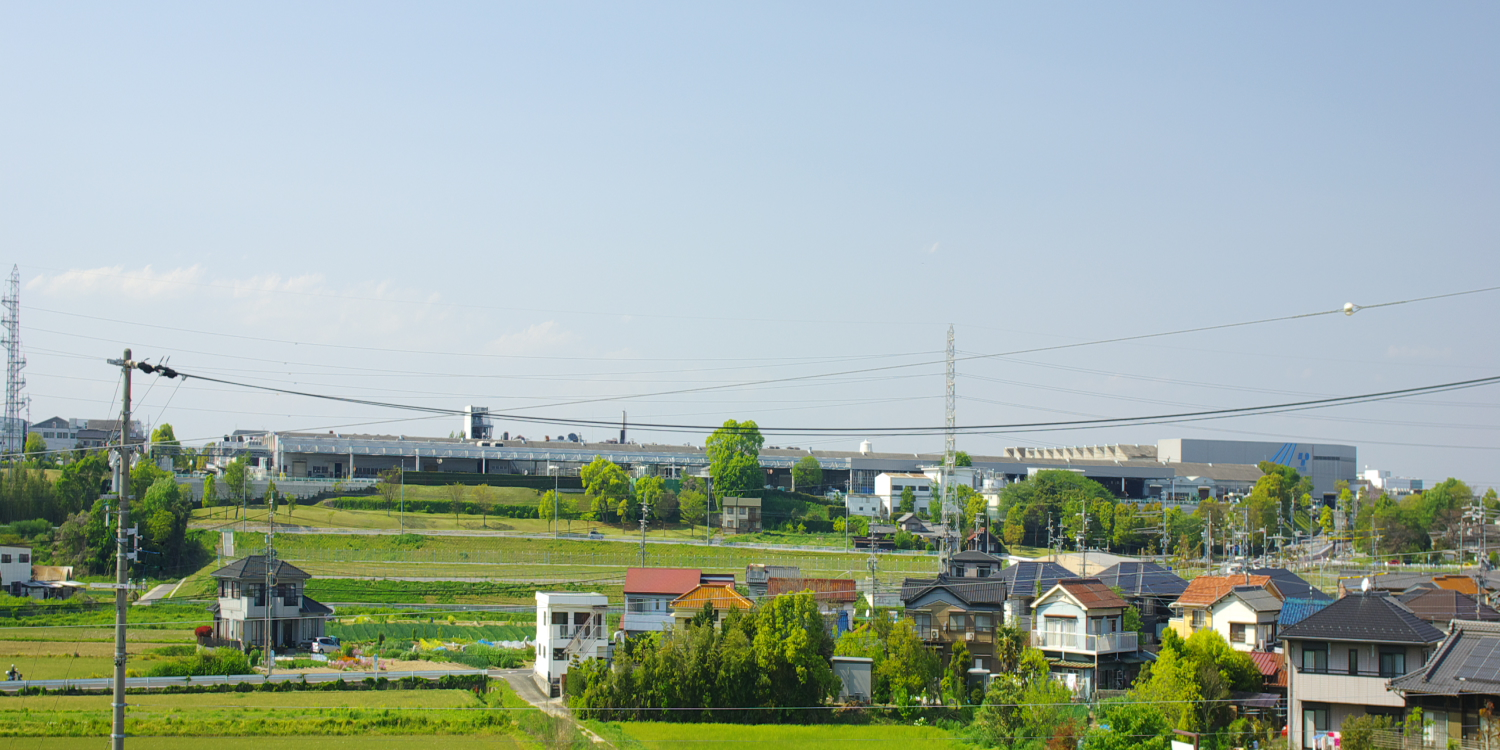
豊田自動織機長草工場

- 森岡事業所 - 愛知県知多郡東浦町大字森岡
- 東京支社
- 市川カスタマーズセンター
- 北陸営業所

## 関連会社
- 株式会社アイチコーポレーション
- アドバンスト・ロジスティックス・ソリューションズ株式会社
- 株式会社アルテックス
- イヅミ工業株式会社
- 株式会社岩間織機製作所
- 株式会社エスケイエム
- 株式会社サンスタッフ
- 株式会社サンバレー
- 株式会社サンリバー
- 株式会社シャインズ
- 大興運輸株式会社
- 大興タクシー株式会社
- 株式会社竹内鐵工所
- 東海精機株式会社
- 東久株式会社
- トヨタエルアンドエフ福井株式会社
- トヨタエルアンドエフ静岡株式会社
- トヨタエルアンドエフ東京株式会社
- トヨタエルアンドエフ兵庫株式会社
- 株式会社豊田自動織機ウェルサポート
- 株式会豊田自動織機ITソリューションズ（旧・豊田ハイシステム株式会社）
- トヨタL&F秋田株式会社
- 株式会社長尾工業
- 仁科工業株式会社
- 株式会社原織機製作所
- 株式会社半田キャスティング
- ミヅホ工業株式会社
- 株式会社ユニカ
- 株式会社KTL

### かつての関連会社
- エスケイイー株式会社 - 2009年7月1日にイヅミ工業と合併し、解散
- 株式会社ティーアイビーシー - イビデンとの合弁企業。2013年1月に解散。
- TFロジスティクス株式会社 - 以前株式の一部を所有していた富士物流との合弁会社（51%所有の子会社）。富士物流との提携関係解消につき、2011年2月末をもって解散[16]。
- 株式会社アサヒセキュリティ - 2015年12月、セコムに売却
- 株式会社ワンビシアーカイブズ - 2015年12月、日本通運に売却

## スポーツ活動

### 女子ソフトボール部
1952年創立。社内公募で決まった「Shining Vega」の愛称を持つ。JDリーグ所属。

### ラグビー部
1984年創部。2010年にはトップリーグに昇格するも1年で降格。2013年は入替戦に勝利し、トップリーグに復帰した。しかし、2018年にトップリーグ入替戦で三菱重工相模原ダイナボアーズに敗れたため、トップチャレンジリーグに降格した。
2022年からはジャパンラグビーリーグワンに参加する。

### 女子陸上競技部
2001年設立。陸上指導者の小出義雄が設立したスポーツクラブ「佐倉アスリート倶楽部」と提携し、部員は佐倉アスリート倶楽部にて小出の指導を受けながら、日本実業団陸上競技連合加盟の実業団チーム選手として各種大会に参加するという形を取っており（他にユニバーサルACが同様の体制を取っている）、チームの本拠地を豊田自動織機の拠点の存在しない千葉県佐倉市としていた。2011年4月に本社のある愛知県刈谷市に活動拠点を移動し、元須磨学園高陸上部監督・長谷川重夫の下での新体制となった。
スタッフ・選手については公式ウェブサイトを参照。2021年11月現在の監督は松田三笠で、長谷川重夫は総監督に就任。所属選手は、沼田未知、藪下明音、山本菜緒、前田梨乃、萩原歩美、川口桃佳、ヘレン・エカラレ、小笠原安香音、城所日和、新人の原田まりん（樟南高校出身）となる。なお2019年4月、個人活動の女子陸上選手をサポートする同社TC (Track Club) が設けられ、2021年11月現在まで田中希実、後藤夢2名が属する。
かつての所属選手には、近年の福田有以、横江里沙、菅野七虹らのほか、千葉真子、小林祐梨子、小島一恵、新谷仁美などがいる。

### サッカー部
1946年に愛知県立刈谷高校サッカー部OBによって設立され、1965年の第1回日本サッカーリーグに参加した古豪クラブである。現在は愛知県社会人サッカーリーグ1部所属。

## テレビCM
- 桐谷健太 - 企業テレビCM『創ろうの歌』篇（2016年10月1日 - ）

## 提供番組
現在
- ウェークアップ!ぷらす（ytv）
- 真相報道 バンキシャ!（福井放送、前半ローカルスポンサー）

過去
- 駆け込みドクター!運命を変える健康診断（TBS、2014年10月-2016年3月）
- この差って何ですか?（TBS、2016年4月-2016年9月）
- クイズ☆スター名鑑（TBS、2016年10月-2017年1月）
- 東大王（TBS、2017年4月-2018年9月）
- 坂上&指原のつぶれない店（TBS、2018年10月 - 2020年9月）

## 不祥事
- 2023年3月17日、国内市場向けフォークリフト用エンジンについて、排出ガス国内規制値の超過と、排出ガス国内認証に関する法規違反の可能性を確認し、出荷停止を決定したと発表した[20]。同年4月26日、国土交通省は道路運送車両法に基づき、ディーゼルエンジン2機種（1KD、1ZS）の大量生産に必要な「型式指定」を取り消す行政処分をした[21]。
- 2024年1月29日、エンジンの排ガス試験不正を巡り、自動車用のエンジンで新たに不正が発覚したと発表した[22][23][24]。新たな不正を公表したのは、乗用車用のディーゼルエンジン3機種で、出力試験時に異なるソフトを使ったECUを使用して出力性能を測定していた。該当するエンジンを搭載しているのは、ランドクルーザープラドやハイエースなどを含む、全世界で10車種となる。出荷についても一時停止すると発表[25]。